# Skara község
Skara község (svédül: Skara kommun) Svédország 290 községének egyike. 
A mai község 1971-ben jött létre.

## Települései
A községben  öt település található:
| Település | Népesség | Megjegyzés         |
| --------- | -------- | ------------------ |
| Skara     |          | a község székhelye |
| Ardala    |          |                    |
| Axvall    |          |                    |
| Eggby     |          |                    |
| Varnhem   |          |                    |

## Külső hivatkozások
- Hivatalos honlap